# Valby Langgade
Valby Langgade er en gade i Valby, Vesterbro og Frederiksberg i København. Gaden er den tidligere landevej til Roskilde.
Gaden er ca. 3,2 km. lang og strækker sig fra Pile Allé i øst til udmundingen i Roskildevej ved Damhussøen i vest. På gaden findes bl.a. S-togs-stationen Langgade Station samt etagebebyggelsen Akacieparken.
Valby Langgade møder Toftegårds Alle i det østlige Valby. Krydset mellem de 2 veje, har tidligere været kendt som “Danmarks Farligste Kryds”.[kilde mangler]